# Напад на амбасаду САД у Сарајеву 2011.
Напад на амбасаду САД у Сарајеву је терористички напад који се десио у поподневним часовима 28. октобра 2011. Напад на амбасаду Сједињених Америчких Држава у Сарајеву извришио је наоружани припадник вахабијског покрета Мевлид Јашаревић који је узвикујући „Алаху ахбар“ истовремено пуцао из аутоматске пушке Калашњиков на људе из обезбјеђења и зграду амбасаде.

## Терористички напад
Наоружани Мевлид Јашаревић је око 15 часова 28. октобра 2011. након изласка из трамваја на сарајевској станици Маријин двор, кренуо ка згради амбасаде Сједињених Америчких Држава. Узвикујући „Алаху ахбар“ отворио је ватру из аутоматске пушке марке Калашњиков и ранио једну особу. Већи број полицајаца је убрзо након оружаног напада опколио Јашаревића и физички обезбиједио простор између Пофалића и Маријин двора. Јашаревић се након напада, узвикујући „Алаху ахбар“, шетао на простору око сарајевске трамвајске станице „Музеји“, између Земаљског музеја, Историјског музеја, Техничке школе и бивше касарне „Маршал Тито“. На том простору су га убрзо припадници полиције лакше ранили и лишили слободе. Јашаревић је у току напада био обучен у стилу типичном за припаднике вахабијског покрета, а код њега су пронађене двије ручне бомбе.

## Мевлид Јашаревић
Мевлид Јашаревић је рођен у Новом Пазару 1988. У Бечу је 2005. ухапшен због разбојништва и осуђен на три године затвора, а након издржавања казне је протјеран из Аустрије. Његов боравак у Горњој Маочи је забиљежен током велике полицијске акције хапшења вахабија у фебруару 2010. Приликом посјете америчке амбасадорке Мери Ворлик Новом Пазару 28. новембра 2010, Јашаревић је ухапшен и код њега је пронађен нож. У вахабијском покрету је познат као Абду Рахман. Претходно нападу на амбасаду, Јашаревић је путем видеопоруке најавио напад на Американце и Њемачку.